# Kościół Nawiedzenia Najświętszej Maryi Panny w Cisku
Kościół Nawiedzenia Najświętszej Maryi Panny – rzymskokatolicki kościół parafialny należący do parafii pod tym samym wezwaniem (dekanat Koźle diecezji opolskiej).

## Historia i architektura

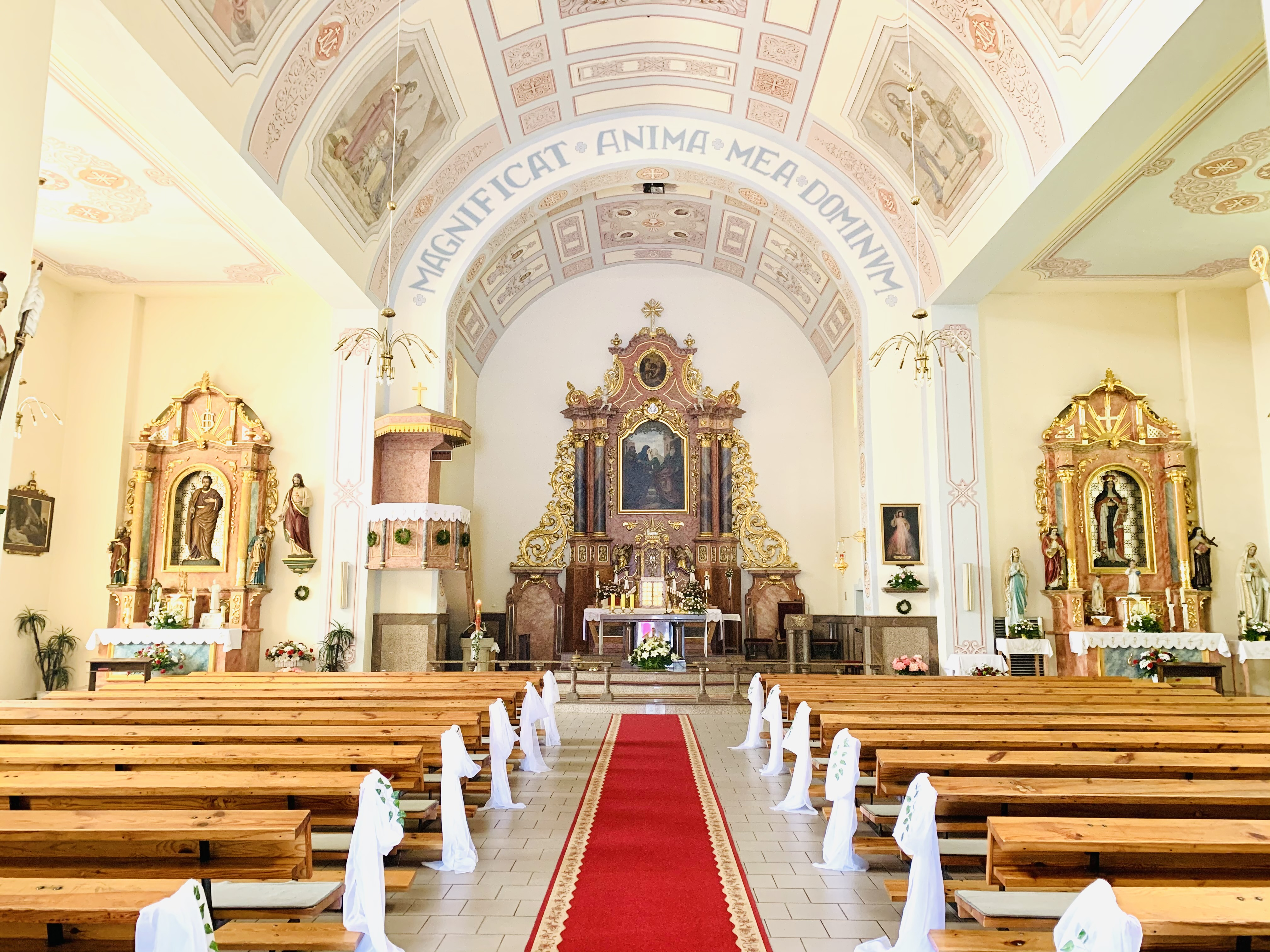
Nawa główna kościoła

Jest to świątynia, będąca przykładem neostylowej architektury sakralnej, wybudowanej w konstrukcji żelbetowej. Została wzniesiona w latach 1922-1927 z zastosowaniem rozwiązań formalnych nawiązujących do stylów neoromańskiego i neogotyckiego. Posiada plan krzyża łacińskiego oraz formę bazyliki. Składa się z trzech naw oraz wysokiej wieży, w części dolnej czworokątnej, a powyżej ośmiokątnej, nakrytej dachem czterospadowym. Wnętrze nakrywa sklepienie kolebkowe, ozdobione polichromiami geometrycznymi i przedstawieniami figuralnymi.